# Michelle Bartsch
Michelle Bartsch, coniugata Hackley (Maryville, 12 febbraio 1990), è una pallavolista statunitense, nel ruolo di schiacciatrice.

## Carriera

### Club
La carriera di Michelle Bartsch inizia a livello scolastico con la Collinsville HS. Dal 2008 al 2011 partecipa alla NCAA Division I con la maglia della Illinois, raggiungendo la finale nazionale durante il suo senior year, perdendo contro la UC Los Angeles; nonostante la sconfitta raccoglie diversi riconoscimenti individuali.
Fa il suo debutto da professionista nella stagione 2012, vestendo la maglia delle Llaneras de Toa Baja nella Liga de Voleibol Superior Femenino a Porto Rico. Viene ingaggiata nella 1. Bundesliga tedesca dal Vilsbiburg per la stagione 2013-14, vincendo la Coppa di Germania: nella stagione successiva resta in Germania, passando al club del Dresdner, conquistando due scudetti e la Coppa di Germania 2015-16.
Nel campionato 2016-17 approda in Italia, partecipando col Neruda di Bronzolo alla Serie A1. Milita nella stessa categoria anche nella stagione 2017-18 vestendo la maglia dell'UYBA. Per il campionato 2018-19 si accasa all'AGIL di Novara, sempre in Serie A1, vincendo la Coppa Italia e la Champions League; nel campionato seguente emigra invece nella Chinese Volleyball Super League per difendere i colori del Beijing.
Al termine degli impegni in Asia, nel gennaio 2020 si trasferisce in Turchia, dove disputa la seconda parte della Sultanlar Ligi 2019-20 con la maglia del VakıfBank, con cui conquista due scudetti, venendo inoltre premiata come miglior schiacciatrice dell’edizione 2020-21, due Coppe di Turchia, una Supercoppa turca e una Champions League.

### Nazionale
Fa parte delle selezioni statunitensi giovanili, vincendo la medaglia d'oro al campionato nordamericano Under-18 2006 e al campionato nordamericano Under-20 2008, competizione nella quale viene premiata come miglior servizio.
Nel 2015 fa il suo debutto nella nazionale statunitense maggiore, vincendo la medaglia d'oro alla Coppa panamericana e ai XVII Giochi panamericani, mentre nel 2016 vince l'argento al World Grand Prix e nel 2017 nuovamente l'oro alla Coppa panamericana e il bronzo alla Grand Champions Cup.
In seguito conquista la medaglia d'oro alla Volleyball Nations League 2018, venendo premiata come MVP e miglior schiacciatrice, bissando questo successo nel 2019, anno nel quale conquista anche l'argento alla Coppa del Mondo e al campionato nordamericano.
Nel 2021 vince la medaglia d'oro alla Volleyball Nations League, ricevendo il premio sia di miglior schiacciatrice che di MVP, e ai Giochi della XXXII Olimpiade di Tokyo, premiata ancora come miglior schiacciatrice.

## Palmarès

### Club
- Campionato tedesco: 2

2014-15, 2015-16
- Campionato turco: 2

2020-21, 2021-22
- Coppa di Germania: 2

2013-14, 2015-16
- Coppa Italia: 1

2018-19
- Coppa di Turchia: 2

2020-21, 2021-22
- Supercoppa turca: 1

2021
- Champions League: 2

2018-19, 2021-22

### Nazionale (competizioni minori)
- Campionato nordamericano Under-18 2006
- Campionato nordamericano Under-20 2008
- Coppa panamericana 2015
- Giochi panamericani 2015
- Coppa panamericana 2017

### Premi individuali
- 2008 - Campionato nordamericano Under-20: Miglior servizio
- 2010 - All-America Third Team
- 2011 - Division I NCAA statunitense: Gainesville regional All-Tournament Team
- 2011 - Division I NCAA statunitense: National All-Tournament Team
- 2011 - All-America Third Team
- 2018 - Volleyball Nations League: MVP
- 2018 - Volleyball Nations League: Miglior schiacciatrice
- 2021 - Volleyball Nations League: MVP
- 2021 - Sultanlar Ligi: Miglior schiacciatrice
- 2021 - Volleyball Nations League: Miglior schiacciatrice
- 2021 - Giochi della XXXII Olimpiade: Miglior schiacciatrice